# Terradyne Armored Vehicles Gurkha
Terradyne Armored Vehicles Gurkha (або скорочено Terradyne Gurkha) — це тактичний броньований автомобіль, виготовлений компанією Terradyne Armored Vehicles Inc., що базується в Онтаріо. Gurkha доступний у трьох різних варіантах, кожен з яких побудований на шасі Ford F-550 Super Duty.

## Історія
Gurkha був розроблений у 2005 році Armet Armored Vehicles. У 2011 році розробку машини Gurkha придбала компанія Terradyne Armored Vehicles. Назва є даниною гуркхам, непальським солдатам, які служать у британській армії та індійській армії, а також армії Непалу.

## Варіанти
Легка броньована патрульна машина (LAPV)Застосування: прикордонний патруль/правоохоронні органи/урядові установи/приватна охорона/тактичний медичний автомобіль
Багатоцільова патрульна машина (MPV)Застосування: спеціально розроблено лише для державних і правоохоронних органів
Швидка патрульна машина (RPV)Застосування: захист критичної інфраструктури/правоохоронні органи/урядові установи/військові/прикордонний патруль
Цивільний автомобіль обмеженої серії (CLEV)Застосування: PR-автомобіль компанії/щоденний водій/рухома кімната тривоги/захист керівників/позашляховик/автомобіль для хобі

## Оператори
Естонія
- Банк Естонії (Eesti Pank)[5]

 Канада
- Альберта
- Британська Колумбія: використовується поліцією Вікторії.[6]
- Манітоба: використовується поліцейською службою Вінніпегу[7] та поліцейською службою Регіни.[8]
- Нова Шотландія: придбано поліцейською службою Галіфакса.[9] Оголошено про відкладення через COVID-19 11 травня 2020 р.[10] Контракт розірвано з червня 2020 року[11]
- Онтаріо
- Саскачеван

 Катар
- Контртерористичний батальйон[12]

 Ліван
- Програма розвитку ООН (PMO)

 Мексика
- Fuerza Civil: Поліція штату Нуево-Леон, відома як Fuerza Civil (цивільна сила)
- Fuerza Civil: Веракрус (цивільні сили)
- Guadalupe SSP
- GROMS Policia Saltillo: Grupo de Reacción Operativa, відома як GROMS у Сальтільо[13]

Рожава
Очолювана США міжнародна коаліція для протидії ІДІЛ надала керованим курдами Сирійським демократичним силам транспортні засоби Gurkha для використання в наступі на Ракку проти ІДІЛ.
 Саудівська Аравія
- Міністерство внутрішніх справ[15]

 Сінгапур
- Поліція Сінгапуру

 Україна
- Збройні сили України — 13 одиниць 2023 року[16]

 Хорватія
- Антитерористичний підрозділ Лучко[17]